# BE-4
Il Blue Engine 4, o BE-4, è un motore a razzo a combustione stadiata funzionante con precombustore ricco  di ossigeno sotto sviluppo da parte di Blue Origin con finanziamenti privati, senza alcuna assistenza governativa. Il motore è stato disegnato per produrre una spinta di 2,4 MN a livello del mare. Sono previste versioni sia per il primo che per il secondo stadio. Il primo volo non è previsto prima del 2022.
Sebbene sia stato inizialmente progettato per essere utilizzato esclusivamente su veicoli di lancio di Blue Origin, il motore verrà inoltre impiegato nel lanciatore Vulcan di United Launch Alliance, il successore dell'Atlas V, per il quale è il miglior motore candidato alla sostituzione del singolo RD-180 costruito in Russia ed attualmente utilizzato da ULA.

## Storia
Blue Origin diede inizio al progetto del BE-4 nel 2011. Il nuovo motore segnò un cambiamento per Blue Origin perché fu il loro primo motore a funzionare con ossigeno liquido e metano liquido come ossidante e propellente. Blue Origin non rivelò il nuovo motore al pubblico fino a settembre 2014. In questa data, infatti, in una scelta definita "sbalorditiva" da Space News, il grande produttore di veicoli di lancio americani e provider di servizi di lanci ULA selezionò il BE-4 per alimentare il primo stadio del suo nuovo veicolo di lancio Vulcan.
Ad aprile 2015 il lavoro di sviluppo sul motore è stato diviso in due programmi paralleli. Un programma sta testando versioni a scala 1:1 dell'impianto di alimentazione del BE-4 composto da un set di valvole e di turbopompe che trasportano il propellente negli iniettori e nella camera di combustione. Il secondo sta testando versioni a scala ridotta degli iniettori del motore. Ad inizio 2015 l'azienda comunicò l'intenzione di iniziare i test a scala completa del motore nel 2016, per completare lo sviluppo entro il 2017.
A settembre 2015 l'azienda ha completato più di 100 test di sviluppo su diversi elementi del motore, inclusi il precombustore e una camera di combustione principale raffreddata mediante rigenerazione usando iniettori a scala reale. I test sono serviti a confermare le simulazioni teoriche riguardanti "le prestazioni dell'iniettore, il trasferimento del calore e la stabilità della combustione", ed i dati raccolti verranno utilizzati per rifinire il disegno del BE-4. Nel 2015, durante un test del sistema di alimentazione, si verificò un'esplosione al banco prova. Blue Origin costruì quindi due banchi ridondanti più grandi per seguire i test a spinta reale, ovvero 2,2 MN.
Nel gennaio 2016, Blue Origin ha annunciato l'inizio dei test al banco del motore BE-4 completo entro la fine del 2016. Durante un tour della fabbrica nel marzo 2016, il giornalista Eric Berger ha notato come gran parte della "fabbrica di Blue Origin fosse impiegata nello sviluppo del Blue Engine-4".
Il 6 marzo 2017 Jeff Bezos, con un tweet, ha annunciato che era stato assemblato per intero il primo BE-4 a scala completa, e che un secondo e terzo motore erano vicini alla conclusione.

## Applicazioni
Al 2017, il BE-4 è stato preso in considerazione per l'impiego su due lanciatori in sviluppo. Precedentemente, era stata proposta una versione modificata del BE-4 per uno spazioplano sperimentale militare (DARPA XS-1) che non ebbe però seguito.

### Successore dell'Atlas V

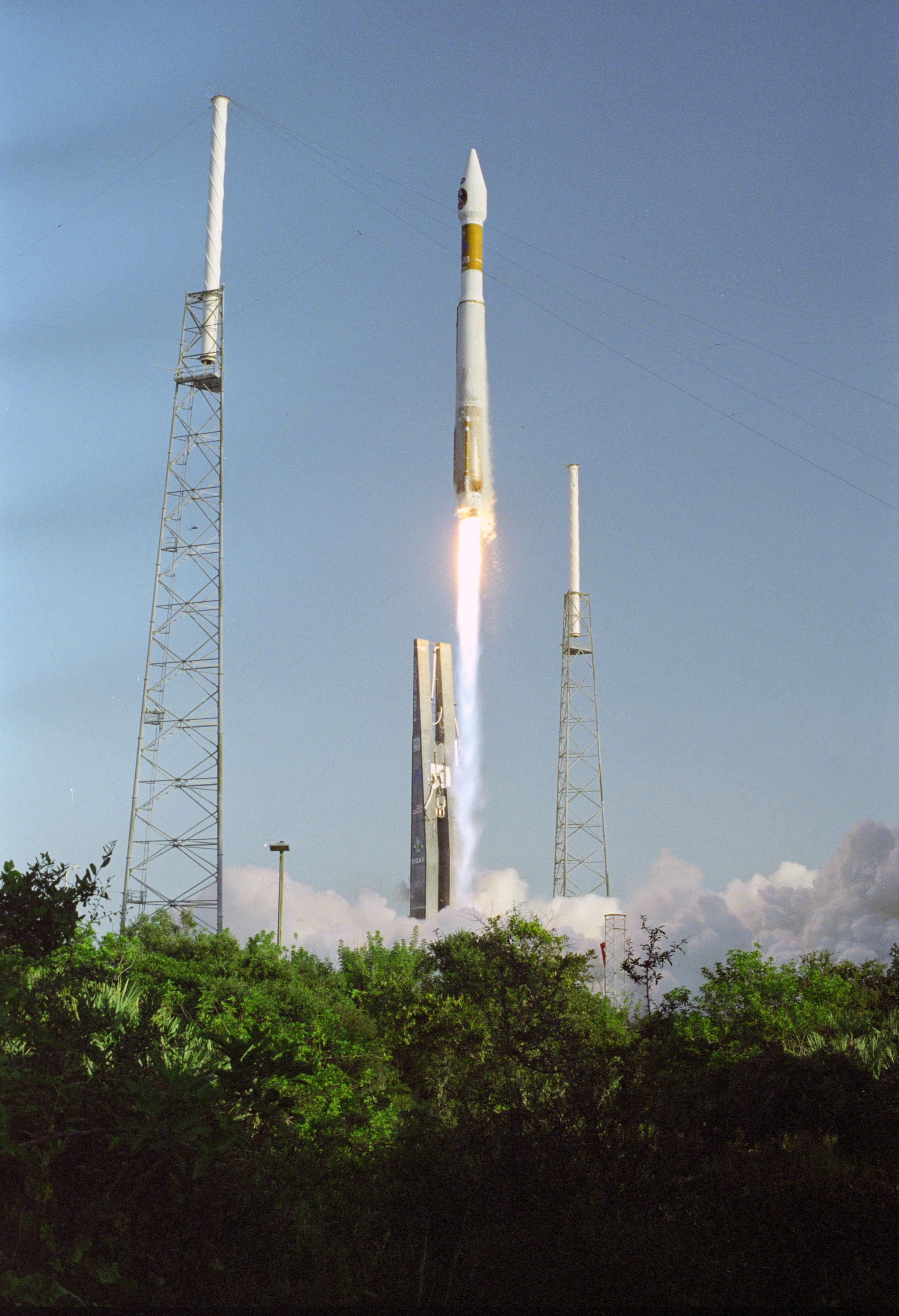
Un Atlas V lancia il Mars Reconnaissance Orbiter verso Marte

Nel 2014 Blue Origin firmò un accordo con United Launch Alliance per sviluppare in cooperazione il motore per impiegarlo sul veicolo di lancio Vulcan, successore dell'Atlas V, rimpiazzando il russo RD-180. Il Vulcan userà per il primo stadio due BE-4 da 2,4 MN. Il programma di sviluppo del motore iniziò nel 2011.
L'annuncio della partnership con ULA venne dopo mesi di incertezza riguardanti il futuro del russo RD-180 che è stato utilizzato sull'Atlas V per più di un decennio. Le preoccupazioni geopolitiche sull'affidabilità e la continuità della catena di supporto alla fornitura del motore russo. ULA prevede che il primo volo del nuovo veicolo non avverrà prima del 2019.
Da inizio 2015, il BE-4 è stato in competizione con l'AR-1 nel programma di sostituzione del RD-180. Diversamente dal motore BE-4 a metano, l'AR-1 è alimentato (come l'RD-180) da ossigeno liquido e RP-1. Nel febbraio 2016 la US Air Force finanziò un programma (con un contratto da 202 milioni di dollari) per supportare l'impiego del motore BE-4 sul veicolo di lancio Vulcan.
Inizialmente solo 40,8 milioni di dollari vennero sborsati dal governo con ulteriori 40,8 milioni da spendere da una sussidiaria di ULA nullo sviluppo del motore. Fino a 536 milioni di dollari sono stati invece direttamente corrisposti ad Aerojet Rocketdyne per continuare lo sviluppo del motore AR-1 come motorizzazione alternativa per il Vulcan.
Bezos ha notato, tuttavia, che il veicolo di lancio Vulcan si stava disegnando attorno al motore BE-4; il passaggio di ULA all'AR-1 avrebbe richiesto significativi costi e ritardi da parte di ULA. Questo punto è stato notato anche dagli esecutivi di ULA, che hanno chiarito che il BE-4 è meno costoso dell'AR-1 del 40%, e che Bezos è capace di "prendere decisioni d'investimento in frazioni di secondo per conto del BE-4, come già dimostrato dalla sua determinazione. L'AR-1, invece, dipende principalmente dal governo statunitense, quindi Aerojet Rocketdyne ha numerosi numeri di telefono da chiamare per ottenere supporto".

### DARPA XS-1
Boeing vinse nel 2014 un contratto per progettare e costruire lo spazioplano riutilizzabile DARPA XS-1. La compagnia, in partnership con Blue Origin, prese in considerazione nel 2015 una versione modificata del BE-4 per il veicolo, ma nel 2017 fu invece scelto un motore costruito dalla Aerojet derivato dallo Space Shuttle main engine.

### New Glenn
Il motore verrà utilizzato anche nel veicolo di lancio orbitale New Glenn di Blue Origin, un veicolo di lancio con 7 metri di diametro a due stadi più un terzo stadio opzionale ed un primo stadio riutilizzabile. Il primo volo di test orbitale è previsto non prima del 2020.
Il primo stadio verrà alimentato da sette motori BE-4 e sarà riutilizzabile, atterrando verticalmente. Il secondo stadio del New Glenn avrà lo stesso diametro ed utilizzerà un BE-4 con ugello di scarico ottimizzato per il vuoto. Il secondo stadio non sarà riutilizzabile.

## Disponibilità ed utilizzo
Blue Origin ha indicato che intende rendere il motore disponibile commercialmente, una volta completato lo sviluppo, anche a società diverse da ULA, e di utilizzarlo nel proprio sistema di lancio orbitale. A marzo 2016 Orbital ATK ha valutato di integrare i motori di Blue Origin nei propri prodotti. Una delle caratteristiche più innovative del BE-4 è l'impiego di gas naturale liquido anziché altri propellenti per razzo come il cherosene; questo approccio determina una pressurizzazione spontanea. Questo è un beneficio in quanto elimina il bisogno di sistemi di pressurizzazione, complessi e costosi, che utilizzano l'elio. Inoltre, il metano liquido non lascia depositi carboniosi, diversamente dal cherosene.
Sebbene tutti i primi componenti del BE-4 e tutti i motori per supportare il programma di test vennero costruiti al quartier generale di Blue Origin a Kent, Washington, la locazione per la produzione del BE-4 non è ancora stata determinata (2016). I programmi di testing e supporto al BE-4 verranno seguiti nella struttura di lancio orbitale della compagnia, in Florida, dove Blue Origin sta investendo più di 200 milioni di dollari in attrezzature e miglioramenti.

## Specifiche tecniche
Il BE-4 è disegnato per una lunga vita ed una grande riutilizzabilità, parzialmente mirando a far diventare il motore una "versione intermedia di una architettura ad alte prestazioni".
- Spinta: 2 400 kN (550 000 lbf) a piena potenza
- Pressione della camera di combustione: 13 400 kPa (1 950 psi), sostanzialmente minore rispetto ai 26 000 kPa (3 700 psi) dell'RD-180 che ULA vuole sostituire
- Disegnato per essere riutilizzato
- Disegno di vita: 25 lanci ed atterraggi per motore
- Riavviabile durante il volo, attraverso pressione in testa alla turbina